# 奧爾嘉·朵卡萩
奧爾嘉·納沃雅·朵卡萩（1962年1月29日—）是當代中最受人矚目，也是最暢銷的波蘭作家之一 ，特別以神話、民間傳說、史詩、與當代波蘭生活景致風格著稱。
她在華沙大學受過心理學培訓。朵卡萩已經出版一系列詩歌、小說以及散文等作品。她以《雲遊者》贏得2008年尼刻獎。
她在2010年參加愛丁堡書展，討論著作《太古和其他的時間》和其他作品。同年，她獲得了波蘭「榮耀藝術」文化勳章銀質獎章。2015年，朵卡萩以《雅各书》贏得尼刻獎。2015年，朵卡萩贏得德國-波蘭國際友誼橋獎。
2018年，朵卡萩最新作品《雲遊者》入圍曼布克國際獎，並最終憑該書成為2018年度獎項得主，與英文版譯者平分5萬英鎊獎金。
2019年，獲得2018年度的諾貝爾文學獎（因瑞典学院丑闻而延后一年颁发）。評審讚言：「她在敘事想像上充滿百科全書般的熱情，代表著一種跨越邊界的生活方式。」
朵卡萩目前出版十八本作品，已被翻譯為三十七種語言，並經常被改編為電影、電視劇、舞台劇。

## 早年经历
朵卡萩出生於波兰綠山城附近的蘇萊胡夫，出生於波兰-乌克兰家庭，祖母来自乌克兰。在开始文学生涯之前，从1980年开始，她在大学学习心理学。在学习期间，她自愿为有行为问题的青少年提供庇护。1985年毕业后，她首先搬到了波兰弗罗茨瓦夫，后来又搬到了瓦烏布日赫，在那里开始从事治疗师的工作。她自認是卡尔·荣格（Carl Jung）的信徒，常以這位心理學大師的理論來激發自己創作。自1998年以来，朵卡萩住在新魯達附近的一个小村庄Krajanów，在那里她还管理着自己的私人出版公司Ruta。

## 作品
小說
- 《書人的旅程》Podróż ludzi Księgi（1993)
- 《E.E.》E.E. （1995)
- 《太古和其他的時間》Prawiek i inne czasy (1996)
- 《收集夢的剪貼簿》Dom dzienny, dom nocny (1998)
- 《雲遊者》Bieguni (2007)
- 《糜骨之壤》 Prowadź swój pług przez kości umarłych  (2009)
- 《雅各書》Księgi Jakubowe (2014)
- Empuzjon (2022)

短篇故事集
- 《怪誕故事集》Opowiadania bizarne (2018)

詩集
- 《鏡中城市》Miasto w lustrach (1989)

散文
- 《玩偶與珍珠》Lalka i perła (2001)

繪本
- 《遺失的靈魂》Zgubiona dusza（2017）

### 引用
1. ↑  . rejestr.io.   [2019-10-10]. （原始内容存档于2019-10-10）.
2. ↑  Rzeczpospolita. .   [2011-06-18]. （原始内容存档于2014-02-02）.
3. ↑  Gazeta Wyborcza. .   [2011-06-18]. （原始内容存档于2008-10-06）.
4. ↑   [Gloria Artis for Olga Tokarczuk]. MKiDN.gov.pl (Ministry of Culture and National Heritage of the Republic of Poland).   [27 May 2018]. （原始内容存档于2017-10-21） （波兰语）.
5. ↑  . Welcome to Goerlitz/Zgorzelec.   [2015-12-20]. （原始内容存档于2015-12-22）.
6. ↑  . Zgorzelec oficjalny serwis miasta.   [2015-12-21]. （原始内容存档于2018-07-05）.
7. ↑  . Wydawnictwo Literackie. 2015-12-06  [2018-04-13]. （原始内容存档于2020-02-19）.
8. ↑  . themanbookerprize.com.   [2018-03-15]. （原始内容存档于2019-03-22） （英语）.
9. ↑  . BBC News. 2018-05-22  [2018-05-23]. （原始内容存档于2020-11-28）.
10. ↑  宫照华. . 新京报. 2018-05-23  [2018-05-23]. （原始内容存档于2020-09-14） （中文（中国大陆））.
11. ↑  . Nobel Media AB. 2019-10-10  [2019-10-10]. （原始内容存档于2019-12-17）.

### 书目
- 易丽君，《一首具体而又虚幻的交响诗》，载于《太古和其他的时间》，易丽君、袁汉镕译，成都：四川人民出版社，2017. ISBN 978-7-220-10373-5
- 于是，《译后记》，载于《云游》，于是译，成都：四川人民出版社，2020. ISBN 978-7-220-11682-7